# Accidente del DHC-5 en Somalia de 2025
El accidente del DHC-5 de Trident Aviation, ocurrió el 22 de marzo de 2025, tras que un avión de carga De Havilland Canada DHC-5 Buffalo registrado en Kenia y operado por Trident Aviation se estrelló en Ceel Xabaaloow, a 24 kilómetros al suroeste de Mogadiscio, Somalia. Los cinco miembros de la tripulación fallecieron en el accidente. Todos ellos eran ciudadanos kenianos.

## Fondo

### Tripulación
Los cinco tripulantes fueron identificados como ciudadanos kenianos.

### Aeronave
La aeronave involucrada en el accidente era un de Havilland Canada DHC-5 Buffalo registrado en Kenia, operado por Trident Aviation, con la matrícula 5Y-RBA y número de serie 109.Había experimentado dificultades técnicas el mismo día del accidente, pero fuentes locales afirmaron que los problemas se resolvieron.

## Accidente
El avión estaba en ruta desde el Aeropuerto de Dhobley hasta el Aeropuerto Internacional Aden Adde, en la capital de Somalia, después de entregar suministros a las fuerzas de la Unión Africana. El avión sufrió una falla técnica y perdió contacto con el control de tráfico aéreo después de despegar del aeropuerto de Dhobley aproximadamente a las 5:43 p.m. hora local. Los restos del avión fueron descubiertos posteriormente por los equipos de emergencia de la Agencia Nacional de Inteligencia y Seguridad en Ceel Xabaalbow, cerca del asentamiento de Jasiira en Mogadiscio. Según la Autoridad de Aviación Civil de Somalia (SCAA), los cinco tripulantes a bordo fallecieron. Sus cuerpos fueron recuperados y trasladados a Mogadiscio.

## Secuelas
Las agencias gubernamentales locales, los servicios de emergencia y los socios están realizando operaciones de búsqueda y rescate en el lugar del accidente y han comenzado investigaciones preliminares para determinar la causa del accidente. La SCAA declaró que ha iniciado una investigación sobre el accidente y que se proporcionará más información a medida que esté disponible en los próximos días.

## Reacciones
La SCAA expresó sus condolencias a las familias de los tripulantes fallecidos.